# 132nd Wing

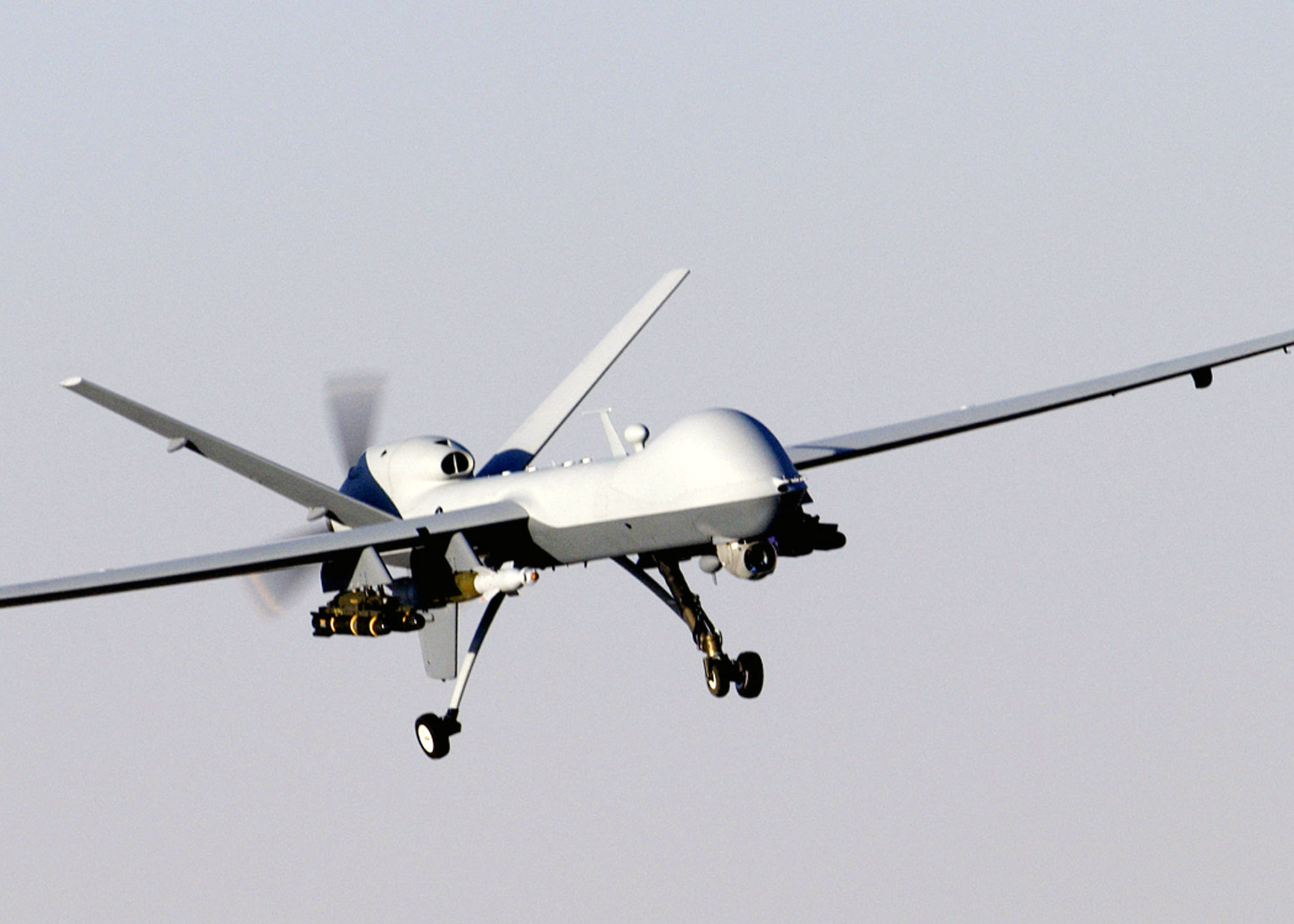
MQ-9 Reaper

Il 132nd Wing è uno Stormo composito della Iowa Air National Guard. Riporta direttamente all'Air Combat Command quando attivato per il servizio federale. Il suo quartier generale è situato presso la Des Moines Air National Guard Base, Iowa.

## Organizzazione
Attualmente, al settembre 2017, esso controlla:
- 132nd Operations Group
  - 132nd Operations Support Flight
  -  124th Attack Squadron - Equipaggiato con MQ-9 Reaper
  - 168th Cyberspace Operations Squadron
- 132nd Mission Support Group
  - 132nd Civil Engineering Squadron
  - 132nd Environmental Management Office
  - 132nd Force Support Squadron
  - 132nd Logistics Readiness Squadron
  - 132nd Security Forces Squadron
  - 132nd Communications Flight
  - 132nd Contracting Flight
- 132nd Medical Group
- 132nd Wing Intelligence Group
  - 132nd Intelligence Support Squadron
  - 232nd Intelligence, Surveillance, and Reconnaissance Squadron
  - 233rd Intelligence, Surveillance, and Reconnaissance Squadron